# 2010年3月臺灣
| << | 2010年3月 （民國99年） | >> |    |    |    |    |
| \| 日 \| 一 \| 二 \| 三 \| 四 \| 五 \| 六 \| \| \| 1 \| 2 \| 3 \| 4 \| 5 \| 6 \| \| 7 \| 8 \| 9 \| 10 \| 11 \| 12 \| 13 \| \| 14 \| 15 \| 16 \| 17 \| 18 \| 19 \| 20 \| \| 21 \| 22 \| 23 \| 24 \| 25 \| 26 \| 27 \| \| 28 \| 29 \| 30 \| 31 \| \| \| \| \| \| \| \| \| \| \| \| |                        |    |    |    |    |    |
| 臺灣新聞動態／維基新聞 |                        |    |    |    |    |    |
| 世界／中国大陆／臺灣 |                        |    |    |    |    |    |
| 日 | 一                     | 二 | 三 | 四 | 五 | 六 |
| | 1                      | 2  | 3  | 4  | 5  | 6  |
| 7 | 8                      | 9  | 10 | 11 | 12 | 13 |
| 14 | 15                     | 16 | 17 | 18 | 19 | 20 |
| 21 | 22                     | 23 | 24 | 25 | 26 | 27 |
| 28 | 29                     | 30 | 31 |    |    |    |
| |                        |    |    |    |    |    |

## 3月2日
- 行政院長吳敦義在立法院答詢時宣布，暫停台北市精華區國有地標售。

NOWnews - 自由時報

## 3月3日
- 前行政院長蘇貞昌今天於台北市保安宮前正式宣佈參選台北市長選舉。華視（页面存档备份，存于）

## 3月4日
- 上午8時18分於高雄縣甲仙鄉發生規模6.4的地震，為高雄地區百年來最大規模的地震。

NOWnews - 自由時報
- 衛生署未列管民俗療法遭監察院糾正。

NOWnews - 自由時報

## 3月5日
- 台灣移工聯盟上午到行政院抗議政府漠視外勞人權。例如許多外勞一周工作七天無休假日，應該給予外勞休假，以就業安定基金支付本國勞工代班。若落實休假及代班補貼，預估至少可以創造五十一萬就業機會。聯合晚報
- 婦女團體表示，台灣有重男輕女的問題，新生兒女性比例過低的問題其實比生育率過低問題嚴重，前副總統呂秀蓮表示，女性其實不用太擔心，真正該擔心的是男性、台灣男性將面臨光棍危機。台灣醒報自由時報
- 距今三千多年的台中牛罵頭遺址，遭到填平。台灣蘋果日報

## 3月6日
- 因貪污案判刑定讞後，2009年12月潛逃至中國大陸的前彰化縣議長白鴻森，3月4日於廈門遭到逮捕，被押解送回台灣。，警方將他送至彰化地檢署，隨即發監執行。

NOWnews - 自由時報

## 3月7日
- 比門牌號碼更精準的「電線桿編號」的電力座標系統，號稱可定位到1公尺的精度。nownews（页面存档备份，存于） - 華視

## 3月8日
- 台北市衛生局針對傳統市場、士林夜市、師大夜市，抽驗糯米腸，抽驗10家店共22件產品，5件不合格，檢驗出防腐劑苯甲酸與己二烯酸。

NOWnews - 自由時報

## 3月11日
- 行政院新聞局長江啟臣表示：『法務部長王清峰今天晚上已口頭向行政院院長吳敦義請辭，院長向總統報告後，已同意法務部長的請辭。』王清峰預計將在12日補遞書面辭呈。王清峰因贊成廢除死刑，並表示她在任內不執行死刑，以及發表「願為死刑犯下地獄」、「不執行死刑下台將淪為國際笑柄」等不當言論，引起軒然大波，多位受害者家屬出面召開記者會痛批並要求她下台，若馬政府無視請求，將在未來的選舉中發動聯合抵制。總統府則希望法務部依法行政。晚間法務部曾召開記者會說明暫緩執行死刑的原因，法務部次長吳陳鐶並表示王清峰會堅守崗位、沒有倦勤的意思，但晚上10點過後，便傳出王清峰已口頭請辭獲准。

NOWnews - 自由時報

## 3月12日
- 台北看守所發生囚犯冒名頂替同房的其他囚犯出庭，交保脫逃。事件於3月15日曝光，震驚社會。

NOWnews - 自由時報
- 道奇隊來台，繼17年前後進行第二次台灣賽。

## 3月17日
- Yahoo!奇摩的股市討論區，有人恐嚇要殺馬英九的女兒。刑事局偵九隊與國際科已向美國司法單位請求協助調查。3月19日時查獲位於台北的嫌犯，已於新台幣5萬元交保候傳。

NOWnews - 自由時報
相關法規：刑法第29條（教唆犯），第271條（殺人未遂罪，預備犯處二年以下有期徒刑）

## 3月19日
- 經濟部公告從3月4日起，開放大陸「人類血清」及「人類血漿」來台！遭到綠營立委痛批是美牛事件翻版。中國大陸處於瘧疾疫區、愛滋病問題嚴重，自中國大陸返台的民眾，1年內都不能捐血。民進黨立委翁金珠認為，貿然開放卻沒有公告配套措施及檢驗方式，主管機關應該立即清楚說明已輸入的中國大陸血清、血漿的用途、去向，避免民眾恐慌。而經濟部表示是衛生署同意才放行，衛生署表示僅作體外試劑。中時電子報[永久]TVBS（页面存档备份，存于）自由時報（页面存档备份，存于）

## 3月21日
- 高雄縣台塑仁武廠之地下水及土壤被驗出有毒物質超量。1,2-二氯乙烷超標30萬倍，氯乙烯超標975倍，苯超標70倍。恐已污染附近農地。自由時報[]

## 3月24日
- 因八八水災後受創嚴重的阿里山林鐵本線無限期停擺、無復建跡象，林務局發表聲明，終止阿里山三合一BOT案，使得自2008年6月19日移交民營之阿里山林鐵系統國有化，重回林務局。台灣鐵道網